# Синьков Михайло Вікторович
Миха́йло Вікторович Синько́в (26 червня 1936 — 15 липня 2011, Київ) — видатний український вчений у галузі прикладної математики й інформатики. Доктор технічних наук (1979), Професор (1981), лауреат Державної премії СРСР (1991), Заслужений діяч науки і техніки України (1998), лауреат Державної премії України в галузі науки і техніки за роботу «Фізичні методи і комп'ютерні засоби реєстрації, зберігання і використання великих обсягів інформації».

## Біографія
В 1958 р. закінчив радіотехнічний факультет Київського політехнічного інституту. Працював у Київському інституті автоматики Міністерства приладобудування СРСР (1958—1972), Інституті електродинаміки АН УРСР (1972—1981), Інституті проблем моделювання в енергетиці АН УРСР (1981—1988). З 1988 р. завідувач відділу спеціальних засобів моделювання Інституту проблем реєстрації інформації НАН України.

## Наукові досягнення
Михайло Синьков істотно розвинув теоретичні положення багатовимірних гіперкомплексних числових систем та їх зв'язків з методами теорії чисел. Започаткував новий науковий цикл досліджень — непозиційні системи представлення, обробки та передачі інформації. Створив основи теорії та принципи побудови широкого класу проблемно-орієнтованих засобів і систем з застосуванням нетрадиційних методів кодування.
Також він є засновником теоретичних досліджень та практичних розробок з комп'ютерної томографії в Україні. Під його керівництвом розроблено та передано у серійне виробництво комп'ютерний томограф третього покоління для дослідження тіла людини. Отримані Синьковим теоретичні та практичні результати з обчислювальної томографії носять широкий характер і використовуються при побудові томографічних систем для мікротомографії, томографії надр землі й океану, фізики плазми тощо.
Автор близько 300 наукових праць, серед яких книги, препринти, статті, авторські посвідчення. Член редколегії наукового журналу «Реєстрація, зберігання і обробка даних».
Багато уваги Михайло Вікторович приділяв підготовці кадрів високої кваліфікації. Близько 30 років він працював на посаді професора на кафедрі "Обчислювальної техніки" Київського політехнічного інституту та був членом спеціалізованих рад по присудженню учених ступенів докторів і кандидатів наук.